# 잭 도너
잭 도너(Jack Donner, 1928년 10월 29일 ~ 2019년 9월 21일)는 미국의 배우, 연극 배우, 텔레비전 배우이다.
로스앤젤레스에서 태어났다.

## 영화
- 케어테이커 (2018년)
- 덤벨스 (2014년) - 버즈 노인 역
- 2 베드룸 1 배스 (2014년)
- 더 위자드 리턴: 알렉스 vs. 알렉스 (2013년)
- 제이. 에드가 (2011년) - 딕커슨 N. 후버 시니어 역
- 트랜스포머 3 (2011년) - 잭 역
- 올 어바웃 이블 (2010년) - 미스터 트위그 역
- 팜 하우스 (2008년)
- 4번의 크리스마스 (2008년)
- 로어 러닝 (2008년)
- 잔인한 미녀 (2005년)
- 르노 911! (2003년)
- 아인슈타인의 놀이터 (2002년)
- 소울키퍼 (2001년)
- 로스웰 시즌1 (1999년)
- 패밀리 트리 (1999년)
- 조종자 7 (1999년)
- 에머세리: 비비컬 에픽 (1997년)
- 제5전선 (1966년)